# Chiwana
Ne doit pas être confondu avec Chinaman.
Chiwana est une série de bande dessinée d'aventure western belge écrite et dessinée par l'auteur Malik pour l'hebdomadaire Spirou en 1979 avant de l'éditer en album cartonné par l'Édition des Archers dans la collection Action 22 en 1984.

## Synopsis
Une aventure d'une jeune indienne Chiwana, souvent accompagnée de ses fidèles compagnons : un chien, Géromino, et un cheval, Bronco.

## Personnages
- Chiwana, garçon manqué au caractère trempé, est une simple bergère indienne vivant dans le désert avec son père. Elle perd tout lorsque celui-ci est assassiné par le "Capitaine" Cochran et ses sbires et cherche à se venger de lui.
- Pépé, le violoniste polonais échoué dans la région et alcoolique;  sa véritable identité : Petrov Alexis Zarosky, est inconnue des passants qui l'appellent souvent Pépé l'ivrogne. Il vient au secours de Chiwana, après qu'elle a agressé Cochran.
- "Capitaine" Cochran, le psychopathe aux lunettes de soleil, payé pour évincer les petits fermiers de leurs terres, violent, la gâchette facile, il tabasse le père de Chiwana en se prenant pour un boxeur professionnel alors que son adversaire est ligoté, puis il brûle la ferme et le père de Chiwana à l'intérieur. Il aime ponctuer ses menaces ou déclarations par un « Signé Jett Cochran ».
- Teddy Sanders, voyou d'abord au service de Cochran, mais qui le quitte lorsque celui-ci lui ordonne d'amener les jerricans qui serviront à brûler la ferme de Chiwana. En fait, il en viendra plus tard à aider Chiwana à échapper à Cochran.
- Jockey Pill, le chasseur de primes, autrefois fermier avec  un bon coup de fusil, dont la famille a été massacrée par des évadés qu'ils avaient recueillis sans savoir qui ils étaient. Depuis, Jockey "chasse la prime sans poser de questions". Il sauve Chiwana du puma qu'elle voulait abattre car il décimait son troupeau. Plus tard, lorsque Cochran met une prime sur la tête de Chiwana, Jockey la traque, mais il est à son tour sauvé par elle après avoir été jeté dans des sables mouvants par deux détenus évadés qu'il avait capturés. C'est alors qu'il raconte son histoire à la jeune fille. Il finira par renoncer à la prime pour aider Chiwana.
- Jenny, jeune fille blonde de famille riche, arrogante car elle suit des cours de judo, et qui doit faire face à la colère de Chiwana lorsque celle-ci retrouve son cheval Bronco en sa possession.

## La série
Après la création de Archie Cash en 1971, Blue Bird en 1977 et Big Joe en 1978, en tant que scénariste et dessinateur, Malik donne naissance à une jeune indienne nommée Chiwana pour le magazine Spirou en 1979, toujours dans le style réaliste.
Malgré cette seule publication dans Spirou, les aventures de Chiwana se suivent dans les deux albums De la poussière et des larmes (1984) et Barils, Barbouzes & Barillets (1985), édités par l'Édition des Archers dans la collection Action 22.

## Publication

### Revue
Seul Le Fauve et l’enfant est imprimé sur les pages à suivre dans l'hebdomadaire Spirou no 2126 du 11 janvier 1979 qui se termine au no 2142 du 3 mai.

### Albums
- 1 De la poussière et des larmes, Édition des Archers, Action 22, 1984
Scénario et dessin : Malik
- 2 Barils, Barbouzes & Barillets, Édition des Archers, Action 22, 1985
Scénario et dessin : Malik - (ISBN 2-87144-003-4)